# Premios y distinciones recibidos por Carlos Saura

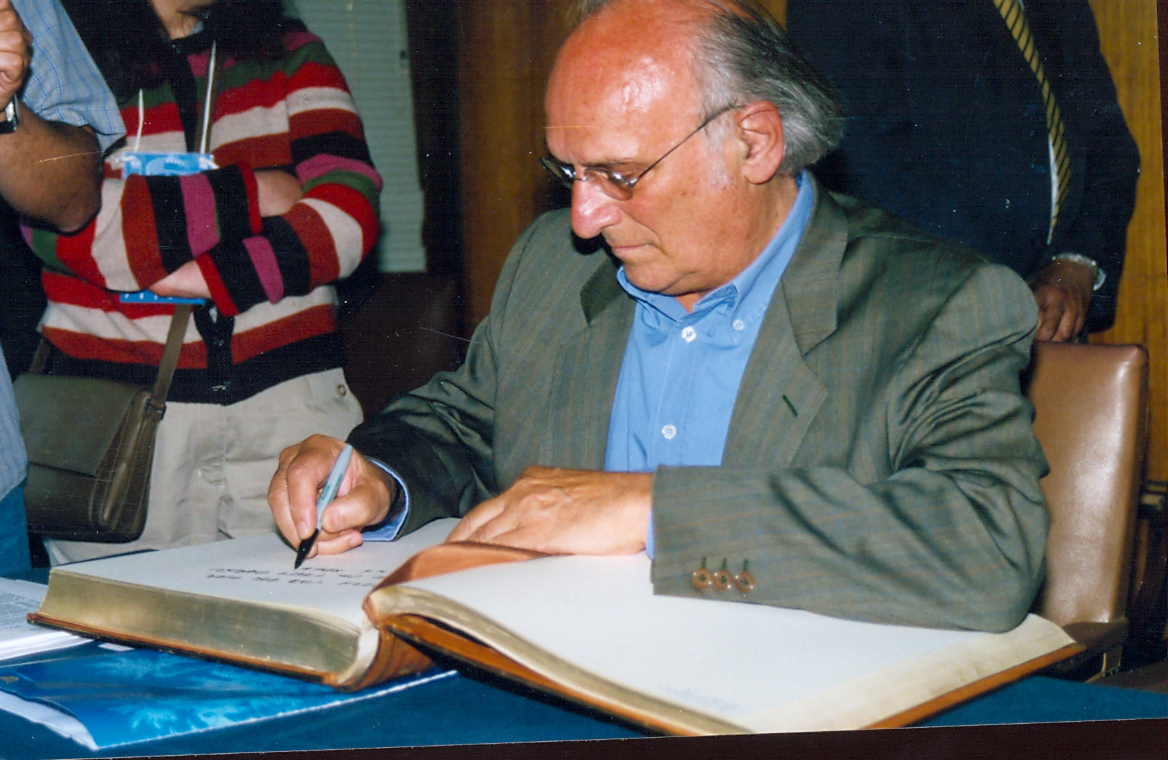
Saura en 2002.

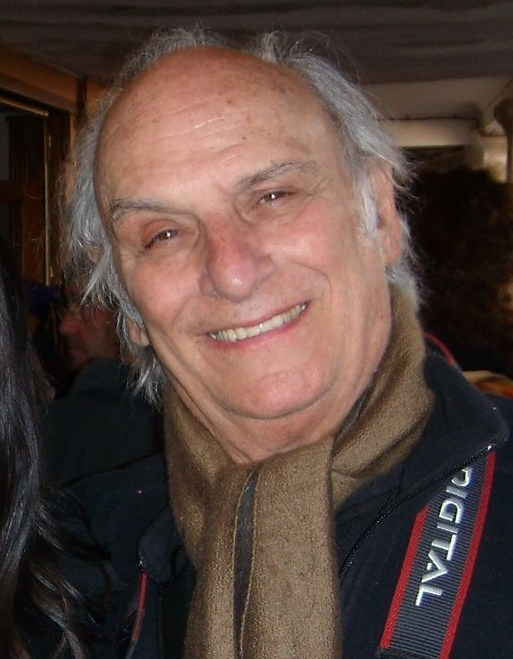
Saura en Calanda (21 de marzo de 2008).

Esta es una lista de los premios y distinciones obtenidos por el cineasta español Carlos Saura a lo largo de su carrera:

## 1958-1970
1958
- Mención especial del Festival Internacional de Cine de San Sebastián de 1958 por Cuenca.

1959
- Medalla de Plata en el Festival de Bilbao de 1959 por Cuenca.

1966
- Oso de Plata al mejor director en el Festival Internacional de Cine de Berlín, por La caza.

1967
- Premio Sant Jordi a la mejor película española, por La caza.
- Medalla del Círculo de Escritores Cinematográficos al mejor guion por Peppermint frappé.[1]

1968
- Oso de Plata al mejor director en el Festival Internacional de Cine de Berlín, por Peppermint frappé.
- Premio Sant Jordi a la mejor película española, por Peppermint frappé.

1969
- Medalla del Círculo de Escritores Cinematográficos al mejor director por La madriguera.[2]

## 1971-1980
1972
- Prix L'Age d'Or a la Mejor película de habla castellana de la Asociación de Cronistas Cinematográficos de Argentina, por Ana y los lobos.
- Premio Sant Jordi a la mejor película española, por El jardín de las delicias.

1974
- Gran Premio Especial del Jurado en el Festival de Cannes por La prima Angélica.
- La prima Angélica: Preseleccionada para el Óscar a la Mejor Película Extranjera.
- Premio al Mejor Director de Trofeo Radio España por La prima Angélica.
- Premio Hugo de Bronce del Festival de Chicago por La prima Angélica.

1975
- Premio Sant Jordi a la mejor película española, por La prima Angélica (1975).

1976
- Medalla del Círculo de Escritores Cinematográficos al mejor director por Cría cuervos.[3]
- Gran Premio Especial del Jurado en el Festival de Cannes por Cría cuervos.
- Premio de la Crítica Francesa por Cría Cuervos.
- Cría cuervos: Preseleccionada para el Óscar a la Mejor Película Extranjera (1976).
- Nominación al Globo de Oro a la mejor película en lengua no inglesa por Cría Cuervos.

1977
- Medalla del Círculo de Escritores Cinematográficos al mejor director por Elisa, vida mía.[4]
- Nominación a la Palma de Oro del Festival de Cannes por Elisa, vida mía[5]
- Premio de la Crítica del Festival de Bruselas por Cría Cuervos.

1978
- Mejor Director según la Asociación de Cronistas de Espectáculos de Nueva York, por Cría Cuervos.

1979
- Medalla del Círculo de Escritores Cinematográficos al mejor guion por Los ojos vendados.[6]
- Premio Especial del Jurado del Festival Internacional de Cine de San Sebastián por Mamá cumple cien años.
- Nominación al Óscar a la Mejor Película Extranjera por Mamá cumple cien años.
- Mejor Guion del Festival de Chicago por Mamá cumple cien años.

1980
- Premio Especial de la Crítica del Festival de Bruselas por Mamá cumple cien años.
- Premio Nacional de Cinematografía.

## 1981-1990
1981
- Oso de Oro del Festival de Berlín (1981) por Deprisa, deprisa.
- Premio Especial Calidad del Festival de Sídney (1981) por Deprisa, deprisa.

1984
- Nominación a los Premios Óscar a la Mejor película de habla no inglesa por Carmen (1984).[7]
- BAFTA a la mejor película de habla no inglesa, Medalla del Círculo de Escritores Cinematográficos al mejor director, nominaciones al Globo de Oro y al Óscar en la misma categoría y nominación al César como mejor película extranjera por Carmen (1983).[8]

1985
- Medalla Santa Isabel de la Diputación de Zaragoza (1985).

1990
- V edición de los Premios Goya (1990). Premios por ¡Ay, Carmela!:  Mejor Director y Mejor guion adaptado, el segundo junto con Rafael Azcona.

## 1991-2000
1991
- Medalla de Oro al mérito en las Bellas Artes.
- Premio Ciudad de Huesca del Festival Internacional de Cine de Huesca.[9]

1992
- Medalla de Oro de la Academia de las Artes y las Ciencias Cinematográficas de España.

1993
- Medalla de la Orden de Artes y Letras de Francia.

1994
- Rosa de Oro y Rosa de Plata del Festival de Montreux por Sevillanas.
- Título de Gran Oficial de la Orden al Mérito de la República Italiana.
- Doctor honoris causa por la Universidad de Zaragoza.

1995
- Gran Premio de las Américas del Festival Internacional de Cine de Montreal en ocasión del Centenario del Cine por su contribución al arte cinematográfico.

1997
- Premio al Mejor Director del Festival Internacional de Cine de Montreal por Pajarico.

1998
- Premio Especial Camerimage al director de cine con especial sensibilidad visual.

1999
- Premio Jules Verne del Festival de Cine de Nantes por Pajarico.
- Nominación al Óscar a la mejor película de habla no inglesa por Tango.
- Premio a la Mejor Contribución Artística del Festival Internacional de Cine de Montreal por Goya en Burdeos.
- Premio a toda su carrera del Festival Internacional de Cine Latino de Los Ángeles.

2000
- Premio Aragón a las Artes.
- Premio Especial del Festival Internacional de Cine de Karlovy Vary de a toda su carrera.
- Premio Sant Jordi a la mejor película española, por Goya en Burdeos.

## 2001-2010
2002
- Premio a la Mejor Contribución Artística del Festival Internacional de Cine de Montreal por Salomé.
- Premio a toda su carrera del Festival Internacional de Cine de Estambul.

2003
- Doctor honoris causa de la Universidad de Dijon.  (enlace roto disponible en Internet Archive; véase el historial, la primera versión y la última).

2004
- Premio de la Academia de Cine Europeo a toda una carrera.
- Premio al Mejor Director del Festival Internacional de Cine de Montreal por El séptimo día.

2007
- Concha de Oro Honorífica del Festival Internacional de Cine de San Sebastián de 2007 a toda su carrera. (El galardón solo se ha concedido dos veces, la anterior en 1981 a Luis Buñuel).
- Premio Internacional del Festival de Cine de Barcelona (2007).

2008
- Global Life Time Achievement Award en el 10º Festival Internacional de Cine de Mumbai.

2009
- Espiga de Oro Honorífica de la Semana Internacional de Cine de Valladolid de 2009 a toda su carrera.

2010
- Premio Ciudad de Sevilla del Festival de Cine Europeo.

## 2011-2023
2011
- Premio Especial Ojo Crítico 2010, concedido por Radio Nacional de España.
- Fotogramas de Plata 2010 Especial Homenaje.  (enlace roto disponible en Internet Archive; véase el historial, la primera versión y la última).
- Doctor honoris causa de la Universidad Nacional Autónoma de México.
- III Premio UIMP a la Cinematografía por su actuación relevante en el cine español y por su trayectoria profesional, concedido por la Universidad Internacional Menéndez Pelayo.
- Medalla Internacional de las Artes de la Comunidad de Madrid.

2012
- Premio "Siñal d'onor Espiello 2012" del Festival Internacional de Documental Etnográfico de Sobrarbe Espiello.
- Premio anual de la Asociación de Cineclubes Checos, concedido durante la inauguración de la Escuela de Cine de Verano de la localidad checa Uherske Hradiste.
- Premio Luso-Español de Arte y Cultura.
- Mikeldi de Honor de la 54.ª edición del Zinebi de Bilbao.

2013
- Premio Simón de honor de la Academia del Cine Aragonés (2.ª edición).[10]
- Doctor honoris causa de la Academia Nacional de Arte de Cine y Teatro de Bulgaria.
- Premio de Honor del Festival Internacional de Cine de Kerala.

2014
- Doctor honoris causa por la Universidad Complutense de Madrid.
- Biznaga a la Película de Oro del Festival de Málaga concedida a La prima Angélica, al cumplir el filme 40 años (2014).

2015
- Premio Feroz de Honor a toda una carrera.
- Premio Pata Negra.
- Premio Miguel Picazo.

2016
- Premio FCEI.
- Premios Ciudad de Alcalá de las Artes y las Letras.

2018
- Medalla de Oro de la XXIII edición de los Premios José María Forqué.[11]

2022
- Premio Sant Jordi a la trayectoria en la 66.ª edición de los Premios Sant Jordi de Cinematografía.[12]
- Goya de Honor a la trayectoria en la 37ª edición de los Premios Goya.[13]

2023
- Gran Cruz de la Orden Civil de Alfonso X el Sabio (a título póstumo).[14]